# Ryszka (rzeka)
Ryszka – rzeka, prawy dopływ Wdy.
Długość rzeki wynosi 20,33 km, powierzchnia zlewni 103,5 km², objętość przepływu w przekroju ujściowym 0,49 m³/sek. (minimalnie 0,16 m³/sek.), a średni spadek 2,97‰. Swoje źródło ma w okolicach wsi Zielonka. Przepływa w całości przez Bory Tucholskie i częściowo przez Wdecki Park Krajobrazowy. Uchodzi do jeziora Wierzchy, które łączy się bezpośrednio z Wdą.
Rzeka objęta jest ochroną w ramach zespołu przyrodniczo–krajobrazowego "Dolina Rzeki Ryszki".